# Manuel Martins (artista)
Manuel Joaquim Martins, usualmente conhecido como Manuel Martins, (São Paulo, 24 de outubro de 1911 – São Paulo, 1979) foi um pintor, ilustrador, desenhista, gravador, escultor e ourives brasileiro.

## Biografia
Filho de imigrantes portugueses, cresceu no Brás, bairro industrial da cidade de São Paulo. Dedicou-se, a partir de 1924, ao ofício da ourivesaria. Iniciou, em 1931, seus estudos artísticos com o escultor Vicente Larocca. Frequentou, em seguida, a Escola de Belas Artes. Começou a fazer parte do Grupo Santa Helena em 1935, com Alfredo Volpi, Francisco Rebolo e Fulvio Pennacchi, Clovis Graciano, Alfredo Rizzotti, Humberto Rosa entre outros. Dividiu ateliê com Mario Zanini. Participou, em 1937, de exposições da Família Artística Paulista (FAP).
Nos anos 60, começou a trabalhar com gravura em metal. Paralelamente ao ofício de pintor, realizou ilustração em livros, como em "O cortiço", de Aluísio de Azevedo e "Bahia de Todos os Santos", de Jorge Amado, e em revistas.
Sua obra apresenta grande preocupação social, com temáticas ligadas ao cotidiano das classes mais pobres e à vida do trabalhador. Pintou paisagens do centro e arredores de São Paulo e é foi considerado pela crítica como um repórter da vida paulistana.